# Vandalismo en el fútbol

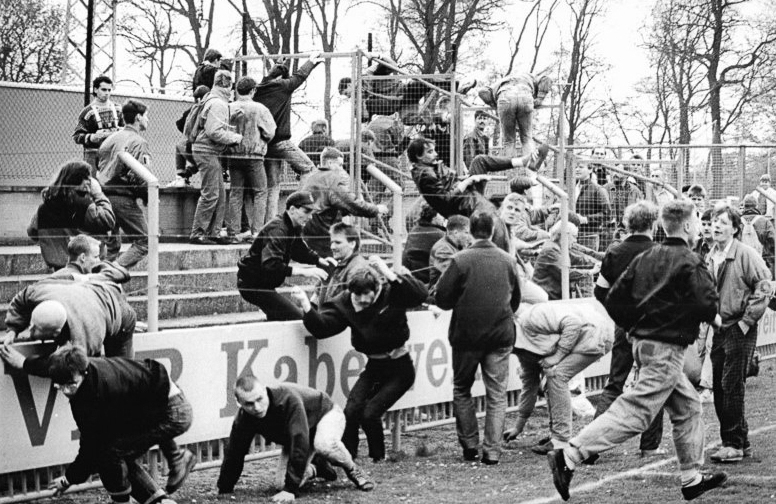
1. FC Locomotora Leipzig Aficionados antes del encuentro de su equipo con el SG Dynamo Schwerin en la FDGB-Pokal de Alemania del Este en 1990.

Vandalismo en el fútbol, también conocido como vandalismo futbolístico, disturbios en el fútbol o desórdenes en el fútbol, constituye actos de violencia y otros comportamientos destructivos llevados a cabo por espectadores en eventos de fútbol de asociaciones. Por lo general, el vandalismo en el fútbol implica conflictos entre grupos, conocidos en inglés como "firmas de fútbol" (término derivado de la jerga británica para referirse a bandas criminales), que se forman con el propósito de intimidar y atacar a los seguidores de otros equipos. Otros términos en inglés comúnmente utilizados en relación con estos grupos hooligan incluyen "army", "boys", "bods", "casuals" y "crew". Algunos clubes tienen rivalidades históricas con otros clubes, y es probable que el vandalismo asociado con los partidos entre ellos, a veces denominados "derbis locales", sea más grave. En otras partes de Europa y el mundo, estos grupos son conocidos como Ultras, en Hispanoamérica como Barra Bravas, y en Brasil como "Torcidas Organizadas". Aunque a diferencia de las firmas inglesas, los ultras, las barras bravas y las torcidas no tienen el objetivo explícito de provocar violencia.
El conflicto puede surgir antes, durante o después de los partidos. Los participantes suelen elegir lugares alejados de los estadios para evitar ser arrestados por la policía, pero también puede haber conflictos que surgen de manera espontánea dentro del estadio o en las calles circundantes. En situaciones extremas, ha habido casos en los que han perdido la vida individuos pertenecientes a grupos violentos, así como policías y transeúntes, y la policía antidisturbios ha tenido que intervenir. A la violencia liderada por hooligans se le ha denominado "aggro" (abreviatura de "agresión") y "bovver" (la pronunciación cockney de "molestar", es decir, problemas). 
Los hooligans que disponen de tiempo y recursos financieros tienen la posibilidad de seguir a los equipos nacionales en partidos disputados fuera de su país, adoptando conductas propias de hooligans al enfrentarse a los hooligans del equipo local. Asimismo, pueden participar en disturbios que involucren al público en general. Aunque las firmas a nivel nacional no se manifiestan de la misma manera que las firmas a nivel de clubes, los hooligans que respaldan al equipo nacional pueden utilizar un nombre colectivo que refleje su lealtad.

## Comportamiento

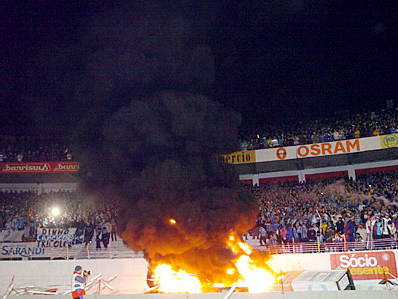
Hinchas del Grêmio prendieron fuego al Estadio Beira-Rio del Internacional durante un derbi del Grenal en 2006

El vandalismo en el fútbol implica una amplia gama de comportamientos, que incluyen:
- burlas, a menudo con insultos raciales, insultos étnicos o discursos de odio
- escupir
- peleas desarmadas
- uso de bolígrafos láser para desorientar a los jugadores del equipo contrario
- Lanzamiento de objetos al terreno de juego, ya sea con el fin de dañar a jugadores, aficionados y árbitros o como gesto de insulto.
- Lanzamiento de objetos a los seguidores del oponente, incluidas piedras, ladrillos, monedas, bengalas, fuegos artificiales y cócteles Molotov . [4] [5]
- peleando con armas que incluyen bates deportivos, botellas de vidrio, piedras, barras de refuerzo, cuchillos, machetes y armas de fuego . [7]
- Comportamiento desordenado de la multitud, como empujones, que pueden provocar el colapso de elementos del estadio, como vallas y muros. Pueden ocurrir efectos similares cuando multitudes respetuosas de la ley intentan huir del desorden causado por hooligans. [8]
- quemar la cancha y colocar el escudo de un equipo rival en el césped.
- En algunos lugares se produce vandalismo en forma de grafitis pintados para promocionar los equipos de fútbol, especialmente en las ciudades donde se celebra el derbi.
- cometer un acto de incendio provocado
- promoción del racismo o ideologías extremistas como el supremacismo blanco y el neonazismo .
- Un vandalismo muy violento y severo puede considerarse como un acto de terrorismo, especialmente aquellos que involucran armas. El vandalismo violento puede provocar la intervención de la policía antidisturbios o, en algunos países, del ejército .

## Historia temprana
La violencia generalmente vinculada a eventos deportivos de equipo y sus resultados tiene una historia documentada que se remonta, al menos, a los disturbios de Nika durante el Imperio Bizantino.
Aunque el primer caso exacto de violencia asociada con los deportes de equipo modernos es desconocido, el fenómeno de la violencia relacionada con el fútbol se remonta a la Inglaterra del siglo XIV. En 1314, Eduardo II prohibió el fútbol, que en ese momento era una actividad violenta y rebelde en la que pueblos rivales pateaban una vejiga de cerdo en el brezal local. Se creía que el desorden que rodeaba a los partidos podría causar malestar social e incluso traición. Se registra un incidente medieval en el que los jóvenes del pueblo de High Worsall en North Yorkshire estaban jugando al fútbol, y el juego terminó frente a las puertas de la mansión del prior de Durham, quien multó a todos los participantes. Según un artículo académico de la Universidad de Liverpool, en un partido de 1846 en Derby, Inglaterra, se requirió la lectura de la ley antidisturbios y la intervención de dos grupos de dragones para controlar efectivamente a la multitud desordenada. Este mismo artículo también identificó las "invasiones de campos" como un fenómeno común durante la década de 1880 en el fútbol inglés. 

## Europa

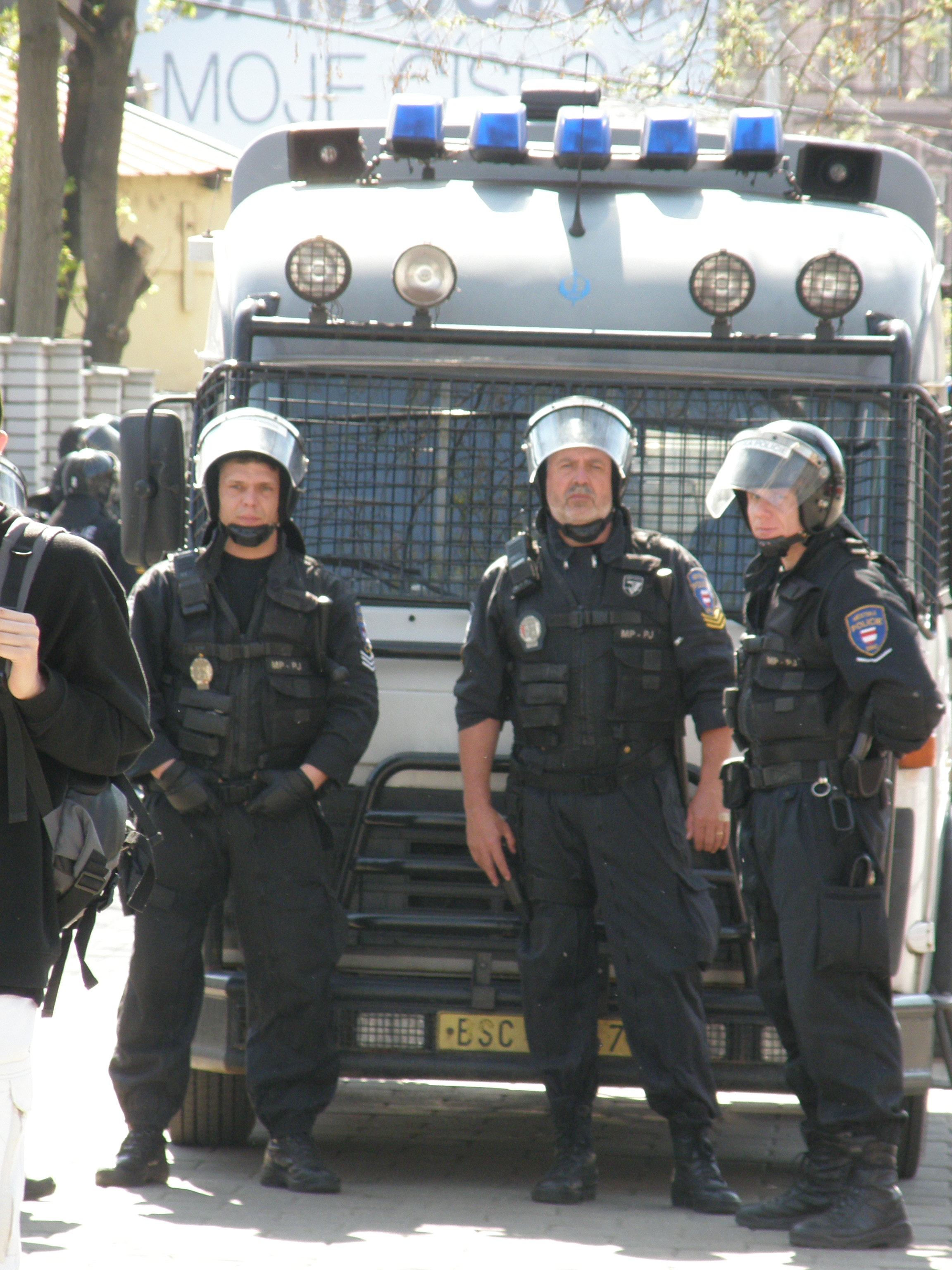
La policía checa se prepara para los problemas después de un partido vistiendo equipo antidisturbios.

### Bélgica
Aunque el vandalismo en el fútbol belga alcanzó su punto máximo entre las décadas de 1980 y 1990, no desapareció incluso después de la implementación de estrictas medidas anti-hooligan por parte de la policía y los gobiernos. Aunque las peleas dentro de los estadios son cada vez más raras, han evolucionado lentamente hacia enfrentamientos organizados tanto en entornos naturales como en ciudades cercanas. Equipos como Royal Antwerp, Beerschot, Club Brugge  y Anderlecht  son conocidos por tener fanáticos hooligans. Otros equipos que también son reconocidos por contar con seguidores violentos incluyen Standard Liège, Charleroi y Racing Genk.

### Alemania

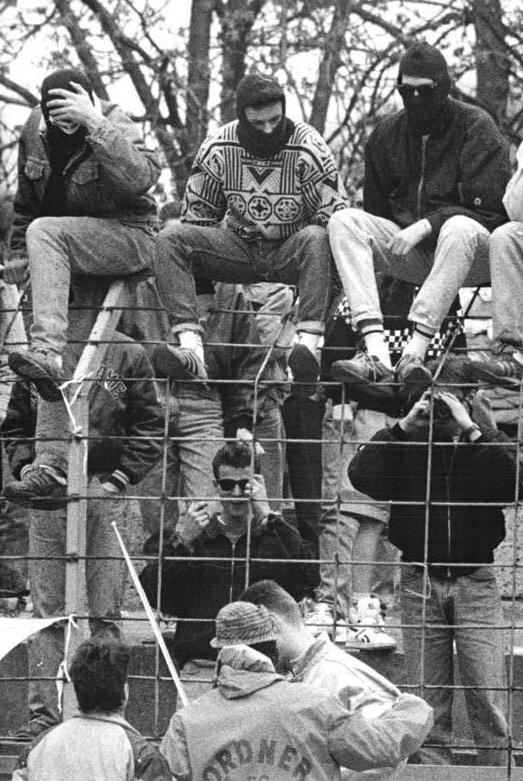
Hooligans del FC Berlín con caras enmascaradas en un partido entre el FC Carl Zeiss Jena y el FC Berlín en abril de 1990.

Lamento informar sobre estos trágicos incidentes. Según la información proporcionada, el aficionado del FC Berlín, Mike Polley, de 18 años, fue asesinado por disparos de la policía en Leipzig durante enfrentamientos entre los seguidores del FC Berlín y las fuerzas policiales antes del partido contra el FC Sachsen Leipzig el 3 de noviembre de 1990. En junio de 1998, después de un partido de la Copa Mundial de la FIFA en Francia entre Alemania y Yugoslavia, un policía francés fue golpeado por aficionados alemanes hasta causarle daño cerebral. Como consecuencia de este incidente, la policía alemana advirtió a muchos de los más de 2,000 hooligans alemanes conocidos que serían arrestados si viajaban a los próximos partidos en Francia. Un aficionado alemán fue arrestado en 1998 y acusado de intento de asesinato. En 1999, cuatro alemanes más fueron condenados por el ataque. En 2001, Markus Warnecke, el aficionado alemán acusado de liderar el ataque, fue declarado culpable, condenado a cinco años de prisión y expulsado de Francia durante diez años, así como prohibido de todas las instalaciones deportivas durante cinco años. Estos trágicos eventos destacan la gravedad de la violencia asociada con los hooligans en el contexto del fútbol.

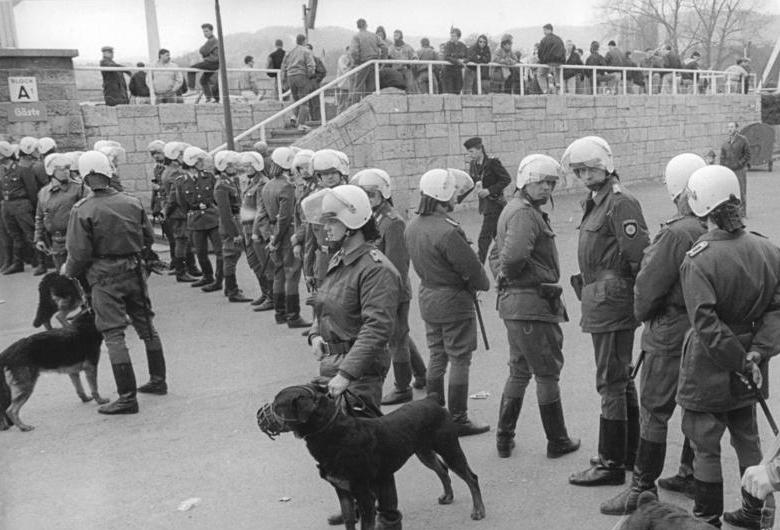
La policía alemana se prepara para el vandalismo usando equipo antidisturbios y perros policía.

Es lamentable saber que algunos actos de vandalismo en el fútbol en Alemania están relacionados con el neonazismo y grupos de extrema derecha. En marzo de 2005, aficionados al fútbol alemán se enfrentaron a la policía y a seguidores rivales en un partido amistoso entre Alemania y Eslovenia en Celje, Eslovenia. Durante estos disturbios, se causaron daños a vehículos y tiendas, y se profirieron consignas racistas. La Federación Alemana de Fútbol (DFB) emitió disculpas por el comportamiento de los aficionados. Como resultado, 52 personas fueron detenidas, 40 alemanes y 12 eslovenos.
Después de una derrota por 2-0 ante Eslovaquia en Bratislava, Eslovaquia, los hooligans alemanes se enfrentaron a la policía local, resultando seis personas heridas y dos detenidas. Nuevamente, la DFB pidió disculpas por los aficionados que corearon consignas racistas. Estos eventos subrayan la preocupación sobre la presencia de ideologías extremistas y conductas inaceptables en el contexto del fútbol.

### Grecia
Los primeros incidentes entre aficionados al fútbol en Grecia datan de junio de 1930, después del partido entre Aris Thessaloniki y Panathinaikos en Salónica. Mientras los seguidores del Panathinaikos llegaban al puerto de El Pireo procedentes de Salónica, los aficionados del Olympiakos, que no habían olvidado la contundente derrota de su equipo (8-2) a manos del Panathinaikos, se amotinaron con los seguidores verdes. La palabra "vandalismo" se introdujo a principios de los años 60, cuando estudiantes griegos en el Reino Unido, que habían experimentado el fenómeno del vandalismo, enseñaron por primera vez el término a periodistas que no podían explicar por qué los fanáticos peleaban entre sí y le dieron un nombre a esta situación.
En 1962, después de los incidentes en los partidos del Panathinaikos y el PAOK, los periódicos informaron por primera vez que los hooligans destrozaron el estadio Leoforos Alexandras. El 19 de noviembre de 1966, en el estadio Apostolos Nikolaidis, una gran bandera en la puerta 13 anunció la llegada de un nuevo grupo. Gate 13 sería el primer grupo organizado que, a lo largo de los años, se convirtió en parte del club al influir en las decisiones del club y seguirlo en todas las ocasiones posibles. Los fanáticos del PAOK crearon el Gate 4 en 1976, los del Olympiacos formaron el Gate 7 en 1981, el mismo año en que los seguidores del AEK Atenas crearon el Original 21. En 1982, durante incidentes en el partido Aris - PAOK, Aristidis Dimitriadis fue apuñalado y falleció en el hospital de Salónica. El 26 de octubre de 1986, en el Estadio Alcázar de Larissa, Charalambos Blionas, partidario de AEL, fue asesinado por una pistola de bengalas lanzada por aficionados del PAOK. Un mes después, Anastasios Zontos fue apuñalado hasta morir en la plaza Omonoia, en el centro de Atenas, antes del partido entre el AEK Atenas y el PAOK. En enero de 1991, antes del derbi entre el AEK Atenas y Olympiacos, George Panagiotou murió en incidentes entre hooligans fuera del estadio Nikos Goumas, alcanzado por una pistola de bengalas. El 10 de abril de 1991, después de la final de la Copa de baloncesto de Grecia entre Panionios y PAOK en El Pireo, un coche con seguidores del PAOK fue atacado violentamente con un cóctel molotov improvisado por hooligans desconocidos en la carretera nacional griega 1. Dos personas fueron quemadas vivas y otras dos resultaron gravemente heridas, pero sobrevivieron. Los perpetradores nunca fueron identificados. El 15 de mayo de 2005, en el derbi de Salónica entre Iraklis y Aris, los hooligans de Aris llamados SUPER 3 invadieron el campo cuando el marcador era 2-1 para Iraklis. Durante los enfrentamientos, resultó herido el futbolista Tasos Katsambis. El partido fue detenido y Aris fue sancionado con una penalización de 4 puntos que resultó en el descenso a Segunda División. En abril de 2007, todos los estadios deportivos de Grecia fueron cerrados durante dos semanas después de la muerte de un aficionado en una pelea preestablecida entre hooligans en Atenas el 29 de marzo. En la pelea participaron 500 fanáticos de los clubes rivales de la Superliga griega, Panathinaikos con sede en Atenas y Olympiacos con sede en el cercano Pireo. El gobierno griego suspendió inmediatamente todos los deportes de equipo en Grecia y cortó los vínculos entre los equipos y las organizaciones de sus seguidores. Un partido de Tercera División entre Panetolikos e Ilioupoli se detuvo durante treinta minutos cuando jugadores y aficionados se enfrentaron tras un gol anulado a Panetolikos. Dos jugadores y un entrenador fueron enviados al hospital.
El 18 de abril, se produjo un enfrentamiento entre aficionados rivales y la policía antidisturbios en Ioannina, durante y después de un partido de semifinales de la Copa de Grecia entre los rivales locales PAS Giannena y AEL. Se registraron problemas durante el partido, que AEL ganó 2-0. Los aficionados incendiaron contenedores de basura y destrozaron escaparates, mientras la policía intentaba dispersarlos utilizando gases lacrimógenos.  
El 10 de octubre de 2009, un grupo de aproximadamente 30 hooligans irrumpió en un partido sub-17 entre las academias de los rivales locales PAOK y Aris. Entre los heridos se encontraban un grupo de jugadores del Aris y su entrenador, un jugador veterano del PAOK y otro funcionario. El 7 de octubre de 2011, un grupo de seguidores de la selección de fútbol de Grecia atacó la sección visitante durante un partido de clasificación para la Eurocopa 2012 contra Croacia en Atenas. El 18 de marzo de 2012, durante un partido de la Superliga en el Estadio Olímpico de Atenas entre Panathinaikos y Olympiacos, los aficionados del Panathinaikos que estaban dentro del estadio atacaron a las fuerzas policiales con bombas molotov, causando importantes daños al estadio, mientras que las fuerzas policiales no pudieron mantener la paz.
El 5 de enero de 2014, en Aigaleo, un suburbio de Atenas, el equipo local Aigaleo se enfrentaba al AEK Atenas en un partido de Tercera División. Antes del partido, estallaron enfrentamientos entre los aficionados del AEK y del Aigaleo. Estos enfrentamientos culminaron con la detención de un guardia de seguridad del estadio, quien fue acusado de participar en los disturbios entre los hooligans del Aigaleo y también de intento de asesinato contra un seguidor del AEK.

### Hungría
Los enfrentamientos locales entre los equipos de Budapest Ferencvárosi Torna Club (ubicado en Ferencváros) y Újpest FC (con sede en Újpest) son frecuentemente escenarios de violencia entre los aficionados. Otros clubes cuyos seguidores presuntamente están involucrados en actos de vandalismo son Debreceni VSC (Debrecen), Diósgyőri VTK (Miskolc), Nyíregyháza Spartacus FC (Nyíregyháza), Zalaegerszegi TE (Zalaegerszeg), Haladás VSE (Szombathely) y Videoton FC (Székesfehérvár).

### República de Irlanda
Se sabe que han ocurrido incidentes en partidos que involucran a equipos de Irlanda. El derbi más acalorado y conocido de la Liga de Irlanda es entre los rivales de Dublín, el Shamrock Rovers FC y el Bohemian FC. El 15 de julio de 2019, un partido de la Liga de Irlanda fue escenario de problemas con el público después de un enfrentamiento entre los clubes de Dublín UCD y Bohemians. La multitud lanzó objetos y el árbitro y los jugadores tuvieron que ser escoltados para garantizar su seguridad. 

### Rusia

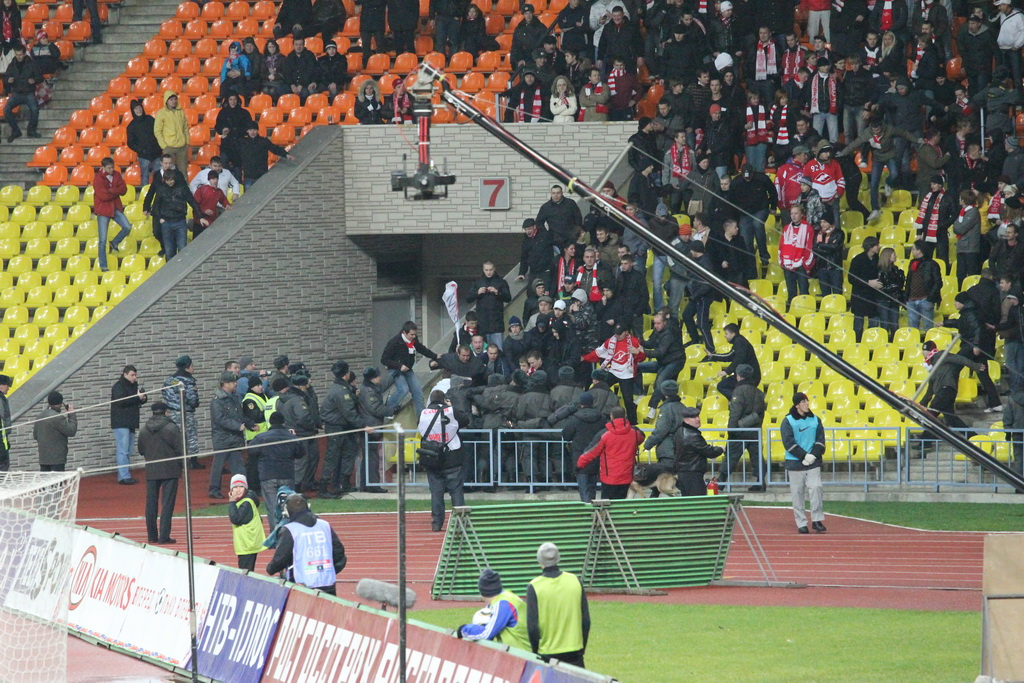
Hooligans del Spartak de Moscú

El vandalismo en el fútbol se ha vuelto frecuente en Rusia desde principios de la década de 2000. Los hooligans se asocian comúnmente con equipos como FC Spartak Moscú (Gladiators, Shkola, Union), FC Lokomotiv Moscú (Red-Green's, Vikings, BHZ, Trains Team), PFC CSKA Moscú (Red Bluу Warriors, Gallant Steeds, Yaroslavka, Kids, Einfach Jugend), FC Dynamo Moscú (Capitales, 9-ka), FC Torpedo Moscú (Tubes, TroubleMakers), todos de Moscú, y FC Zenit San Petersburgo (Music Hall, Coalition, Snakes Firm) de San Petersburgo, así como FC Rostselmash (Wild Legión) de Rostov del Don. Los hooligans rusos a menudo expresan un resentimiento subyacente hacia los supuestos rivales políticos de Rusia. En la Eurocopa 2016, 50 aficionados rusos fueron deportados y el equipo internacional fue multado con 150.000 euros debido a ataques violentos coordinados. 

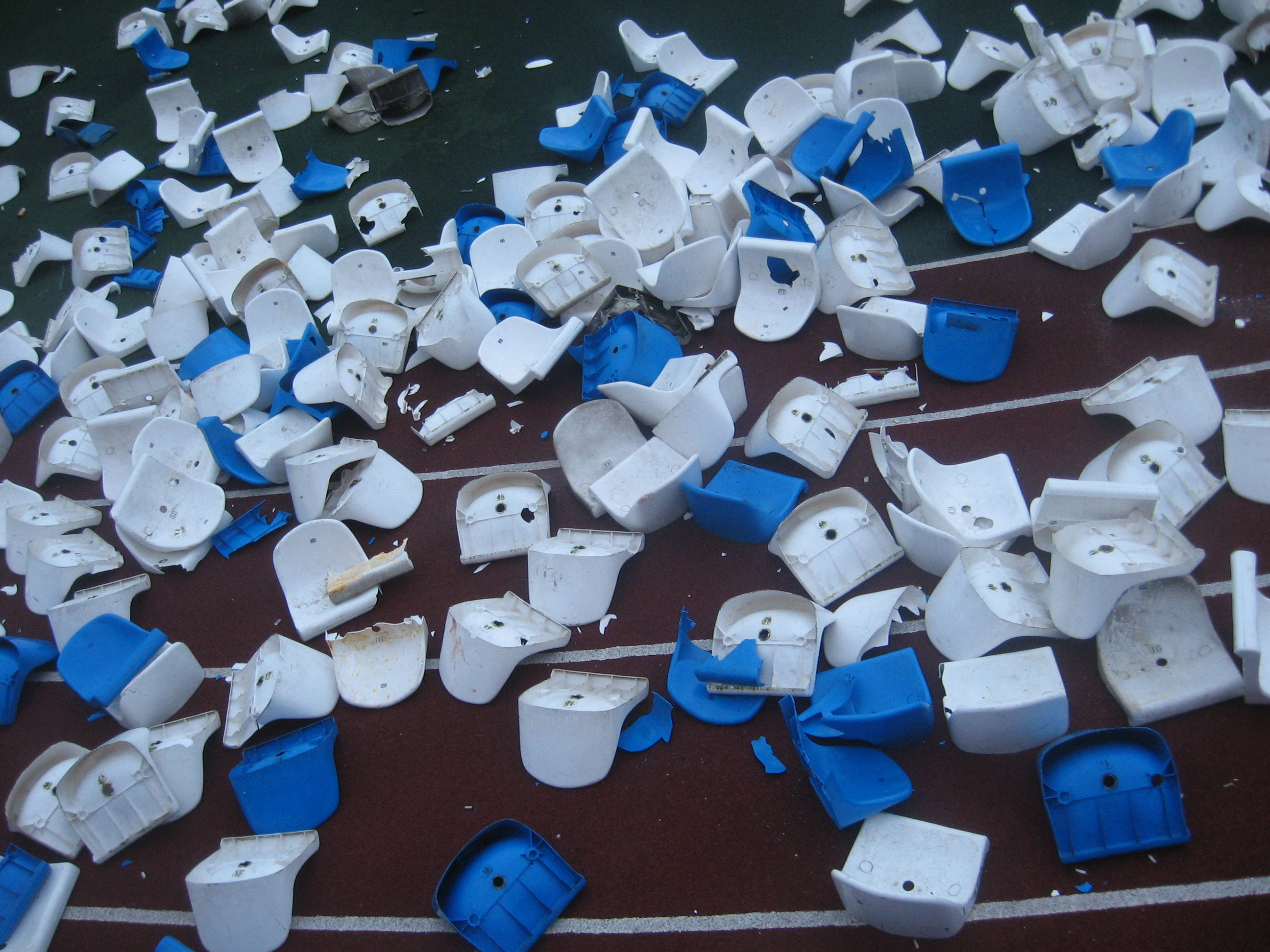
Las secuelas de un motín de fútbol en Bryansk, Rusia: sillas y asientos rotos.

### Serbia

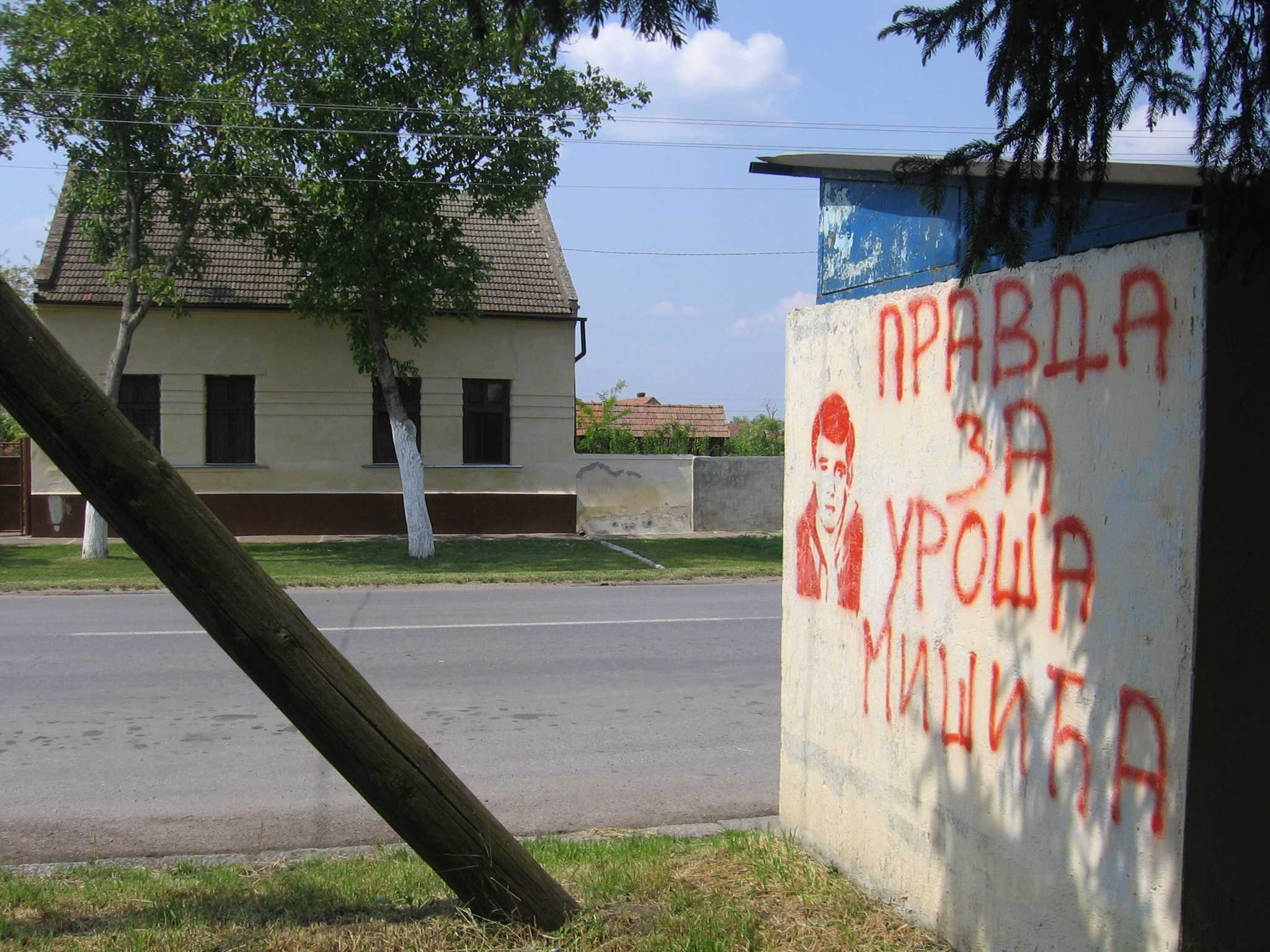
El vandalismo de los aficionados del Estrella Roja en Serbia provoca más apoyos que se niegan con leves condenas, amnistías y grafitis.

Los grupos de hooligans más destacados en Serbia están asociados con Belgrado y los dos principales clubes del país, el Estrella Roja de Belgrado y el Partizan de Belgrado. A estos se les conoce como Delije ("Héroes") y Grobari ("Sepultureros"), respectivamente. El FK Rad, un club de Belgrado menos exitoso, cuenta con hooligans asociados conocidos localmente como "United Force", quienes han estado notoriamente involucrados en numerosos incidentes violentos.
El 2 de diciembre de 2007, durante un partido de la Superliga serbia entre el Estrella Roja de Belgrado y el Hajduk Kula, un agente de policía vestido de civil resultó gravemente herido tras ser atacado.
El 14 de abril de 2008, después de enfrentamientos entre los Grobari del FK Partizan y los seguidores del FK Vojvodina, un aficionado al fútbol fue asesinado cerca de Novi Sad.
Esa misma semana, tras un partido de copa entre el Estrella Roja de Belgrado y el Partizán, tres personas resultaron heridas y un autobús fue destruido por hooligans.

### Pavo
Según el Turkish Daily News, los grupos de hooligans están bien organizados, tienen sus propios "líderes" y a menudo están formados por luchadores callejeros organizados. Estos grupos siguen un "racón" (código de conducta), que establece que la intención debe ser herir y no matar, y que las agresiones deben realizarse por debajo de la cintura. Además, se informa que algunos hooligans han disparado armas de fuego al aire para celebrar la victoria de su equipo, lo que lamentablemente ha resultado en la muerte accidental de personas inocentes que observaban las celebraciones desde sus balcones.

### Islas Salomón
En 2005, un partido de la selección nacional juvenil en el estadio Lawson Tama de Honiara entre Australia (los "Jóvenes Socceroos") y las Islas Salomón fue abandonado en el minuto 77 por el árbitro neozelandés Peter O'Leary debido al vandalismo protagonizado por "varios miles" de aficionados que no lograron entrar al estadio (las autoridades locales informaron que había 22,000 espectadores en el partido). Australia estaba ganando el partido 3-0 hasta que se suspendió. 

## Representación de los medios
El vandalismo en el fútbol ha sido representado en películas como The Firm, ID, EuroTrip, Cass, The Football Factory, Green Street, Rise of the Footsoldier y Awaydays. También existen numerosos libros sobre vandalismo, como The Football Factory y "Among the Thugs". Algunos críticos sostienen que estas representaciones mediáticas glorifican la violencia y el estilo de vida hooligan. Además, el vandalismo en el fútbol ha sido representado en No tienes que vivir como un árbitro, un episodio de Los Simpson, y en el videojuego "Hooligans: Storm Over Europe".